# Poêle à poisson
Pour les articles homonymes, voir Poêle.

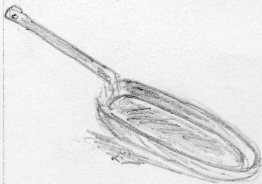
Représentation d'une poêle à poisson

Une poêle à poisson est un ustensile de cuisine utilisé pour la cuisson du poisson. La forme de cette poêle a donc été adaptée. Elle n'est pas ronde, mais ovale.